# جزیره صخره سرانیلا
جزیره صخره سرانیلا جزیره‌ای به مساحت ۳۵۰ کیلومتر در غرب دریای کارائیب است. این جزیره جزئی از خاک ایالات متحده آمریکا است.